# Finale della Coppa delle Coppe 1967-1968
La finale dell'8ª edizione della Coppa delle Coppe UEFA è stata disputata il 23 maggio 1968 al De Kuip di Rotterdam tra Milan e Amburgo. All'incontro hanno assistito circa 53 000 spettatori. La partita, arbitrata dallo spagnolo José María Ortiz de Mendíbil, ha visto la vittoria per 2-0 del club italiano.

## Il cammino verso la finale
Il Milan di Nereo Rocco esordì contro i bulgari del Levski Sofia che sconfissero con un risultato aggregato di 6-2. Agli ottavi di finale gli ungheresi del Győri ETO furono superati solo grazie alla regola dei gol fuori casa in virtù del 2-2 di Győr e dell'1-1 di Milano. Ai quarti i Rossoneri affrontarono i belgi dello Standard Liegi, pareggiando sia all'andata che al ritorno per 1-1 e poiché non erano previsti i tiri di rigore fu giocato uno spareggio, vinto dal Milan per 2-0. In semifinale i campioni in carica del Bayern Monaco furono sconfitti a San Siro 2-0 e grazie al pareggio a reti inviolate dell'Olympiastadion la squadra raggiunse per la prima volta la finale della competizione.
L'Amburgo iniziò il cammino europeo contro i danesi del Randers vincendo con un risultato aggregato di 7-3. Agli ottavi i polacchi del Wisła Cracovia furono regolati con un risultato complessivo di 5-0. Ai quarti di finale i Rothosen affrontarono i francesi dell'Olympique Lione, vincendo in casa 2-0 e perdendo col medesimo risultato in Francia. Poiché non erano previsti i tiri di rigore fu giocato uno spareggio, vinto dall'Amburgo per 2-0. In semifinale i sorprendenti gallesi del Cardiff City furono battuti con un risultato totale di 4-3.

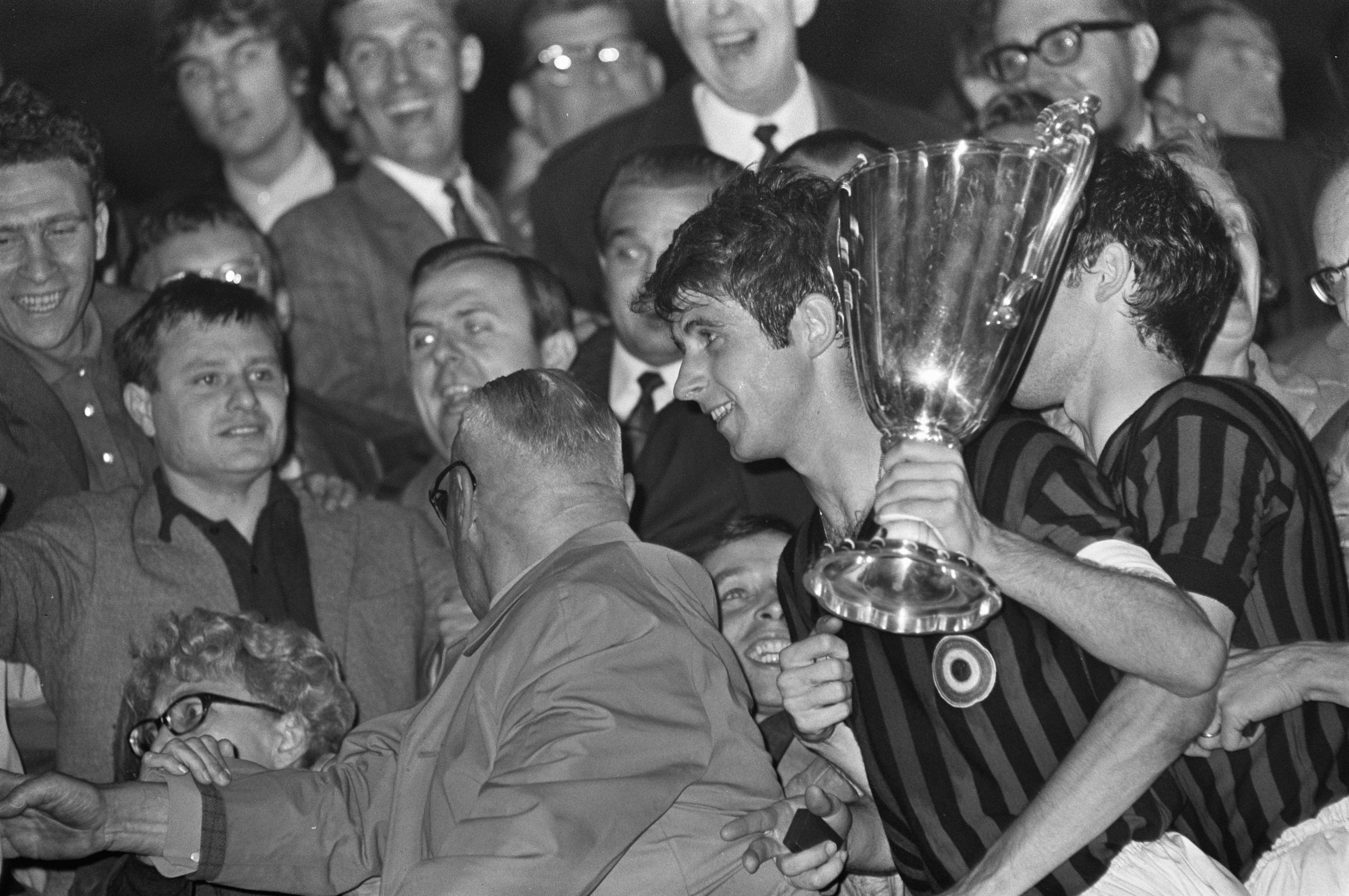
Rivera con la Coppa delle Coppe

## La partita
A Rotterdam si affrontano il Milan, fresco campione d'Italia, e il temibile Amburgo. La partita però è subito in discesa per la squadra del "Paròn", che passa in vantaggio già al terzo minuto con lo svedese Kurt Hamrin. Passano appena quindici minuti e il raddoppio del Milan, sempre a opera di Hamrin, è un vero e proprio capolavoro: lo svedese supera due avversari con due tunnel e batte il portiere con un bel rasoterra. Il Milan vince imbattuto la sua seconda coppa europea confederale (quarta complessiva della sua storia), sempre guidato da Nereo Rocco e Gianni Rivera.

## Tabellino
| Arbitro: | José María Ortiz de Mendíbil |

|                |           |  |
| Hamrin 3’, 19’ | Marcatori |  |

| Milan | Amburgo |

| P           | 1  | Fabio Cudicini          |
| D           | 2  | Angelo Anquilletti      |
| D           | 3  | Karl-Heinz Schnellinger |
| D           | 5  | Roberto Rosato          |
| D           | 6  | Nevio Scala             |
| C           | 4  | Giovanni Trapattoni     |
| C           | 8  | Giovanni Lodetti        |
| A           | 7  | Kurt Hamrin             |
| A           | 9  | Angelo Sormani          |
| A           | 10 | Gianni Rivera           |
| A           | 11 | Pierino Prati           |
| Allenatore: |    |                         |
| Nereo Rocco |    |                         |

| P           | 1  | Özcan Arkoç       |
| D           | 2  | Helmut Sandmann   |
| D           | 6  | Willi Schulz      |
| D           | 5  | Egon Horst        |
| D           | 3  | Jürgen Kurbjuhn   |
| C           | 4  | Holger Dieckmann  |
| C           | 8  | Werner Krämer     |
| A           | 7  | Bernd Dörfel      |
| A           | 9  | Uwe Seeler        |
| A           | 10 | Franz-Josef Hönig |
| A           | 11 | Gert Dörfel       |
| Allenatore: |    |                   |
| Kurt Koch   |    |                   |